# Antonio García
Pour les articles homonymes, voir García.
Antonio García, né le 5 juin 1980, est un pilote automobile espagnol.

## Carrière automobile
- 1997 : Formule Campus France, 3e (3 victoires)
- 1998 : Open Fortuna by Nissan, 6e
- 1999 : World Series by Nissan, 6e (1 victoire)
- 2000 : World Series by Nissan, Champion (4 victoires)
- 2001 : Formule 3000, Non classé
- 2002 : World Series by Nissan, 5e
- 2003 : ETCC, 8e
- 2004 : ETCC, 7e
- 2005 : WTCC, 9e
- 2006 : 24 heures du Mans catégorie GT1, 4e
  - Le Mans Series catégorie GT1, 11e (1 victoire)
- 2007 : 24 heures du Mans catégorie GT1, 10e
  - ALMS catégorie GT1, 10e
  - Le Mans Series catégorie GT1, 6e
  - 3 courses en Grand-Am
- 2008 : 24 heures du Mans GT1, vainqueur
  - 12 heures de Sebring GT1, 3e
  - Le Mans Series GT1, 3e (3 victoires)
  - 13 courses en Grand-Am
- 2009 : 24 heures du Mans catégorie GT1, vainqueur
  - 24 heures de Daytona, vainqueur
  - 12 heures de Sebring GT1, vainqueur
  - Le Mans Series GT2, 5e
  - 5 courses en Grand-Am
- 2011 : 24 Heures du Mans catégorie GTE Pro, vainqueur.
- 2012 : 3e du championnat American Le Mans Series
- 2013 : Champion American Le Mans Series GT, avec trois victoires.
- 2014 : 24 Heures du Mans catégorie GTE Pro, 2e.
  - United SportsCar Championship avec Corvette Racing. 3e (classe GTLM) avec quatre victoires, avec Jan Magnussen.
  - Formule E avec NEXTEV TCR (deux courses)[1].

## Résultats aux 24 Heures du Mans
| Année | Voiture                     | Équipe              | Équipiers                         | Résultat                   |
| ----- | --------------------------- | ------------------- | --------------------------------- | -------------------------- |
| 2006  | Aston Martin DBR9           | Team Modena         | David Brabham / Nelsinho Piquet   | 9e                         |
| 2007  | Aston Martin DBR9           | Team Modena         | Christian Fittipaldi / Jos Menten | 17e                        |
| 2008  | Aston Martin DBR9           | Aston Martin Racing | David Brabham / Darren Turner     | 13e (vainqueur en GT1)     |
| 2009  | Chevrolet Corvette C6.R     | Corvette Racing     | Jan Magnussen / Johnny O'Connell  | 15e (vainqueur en GT1)     |
| 2010  | Chevrolet Corvette C6.R GT2 | Corvette Racing     | Jan Magnussen / Johnny O'Connell  | Abandon                    |
| 2011  | Chevrolet Corvette C6 ZR1   | Corvette Racing     | Olivier Beretta / Tom Milner Jr.  | 11e (vainqueur en GTE Pro) |
| 2012  | Chevrolet Corvette C6 ZR1   | Corvette Racing     | Jan Magnussen / Jordan Taylor     | 23e                        |
| 2013  | Chevrolet Corvette C6 ZR1   | Corvette Racing     | Jan Magnussen / Jordan Taylor     | 19e                        |
| 2014  | Chevrolet Corvette C7.R     | Corvette Racing     | Jan Magnussen / Jordan Taylor     | 16e                        |
| 2015  | Chevrolet Corvette C7.R     | Corvette Racing     | Jan Magnussen / Ryan Briscoe      | Non partant                |
| 2016  | Chevrolet Corvette C7.R     | Corvette Racing     | Jan Magnussen / Ricky Taylor      | 25e                        |
| 2017  | Chevrolet Corvette C7.R     | Corvette Racing     | Jan Magnussen / Jordan Taylor     | 19e (3e en GTE Pro)        |
| 2018  | Chevrolet Corvette C7.R     | Corvette Racing     | Jan Magnussen / Mike Rockenfeller | 18e                        |
| 2019  | Chevrolet Corvette C7.R     | Corvette Racing     | Jan Magnussen / Mike Rockenfeller | 28e                        |

## Rallye Dakar
En 2022, il participe au rallye Dakar, dossard n°786 dans la catégorie Classic au volant d'une Toyota Land Cruiser HDJ80 avec son compatriote Florencio Rius comme copilote.